# سرگی کوپیتوف
سرگی کوپیتوف (انگلیسی: Sergey Kopytov؛ زادهٔ ۵ اکتبر ۱۹۶۵) ورزشکار وزنه‌برداری اهل کشور قزاقستان است.